# Burgstall Gugerell
Der Burgstall Gugerell liegt im Ortsteil Oberndorf der Gemeinde Meggenhofen im Bezirk Grieskirchen von Oberösterreich (Oberndorf Nr. 9). 

## Geschichte
Erstmals wird 1222 ein Ditmarus de Gugrel erwähnt. Von 1396 stammt die Nachricht, „Hanns Aistershamer hat zu Lehen die Vest zu Gugrell“. Als die Aistershamer 1426 ausstarben, ging der Sitz an die Hohenfelder über. Hans Hohenfelder war Pfleger auf Schloss Starhemberg in Haag am Hausruck. Von 1434 datiert folgende Nachricht: „Wolfgang der Hohenfelder verschreibt seiner Hausfrau das Haws zu Gugrel samt dem Pawhof daselbst vnd zewg, so zu den hewsern gehört als Widerlage und Morgengabe“. 1465 wird in einer Urkunde festgehalten, „Jörg Hohenvelder zu Aistershaim hat zu Lehen den Sicz zu Gugrelt vnd die Vischwaid auf der Otnisch“. Weitere Nachrichten über Gugerell fehlen. 

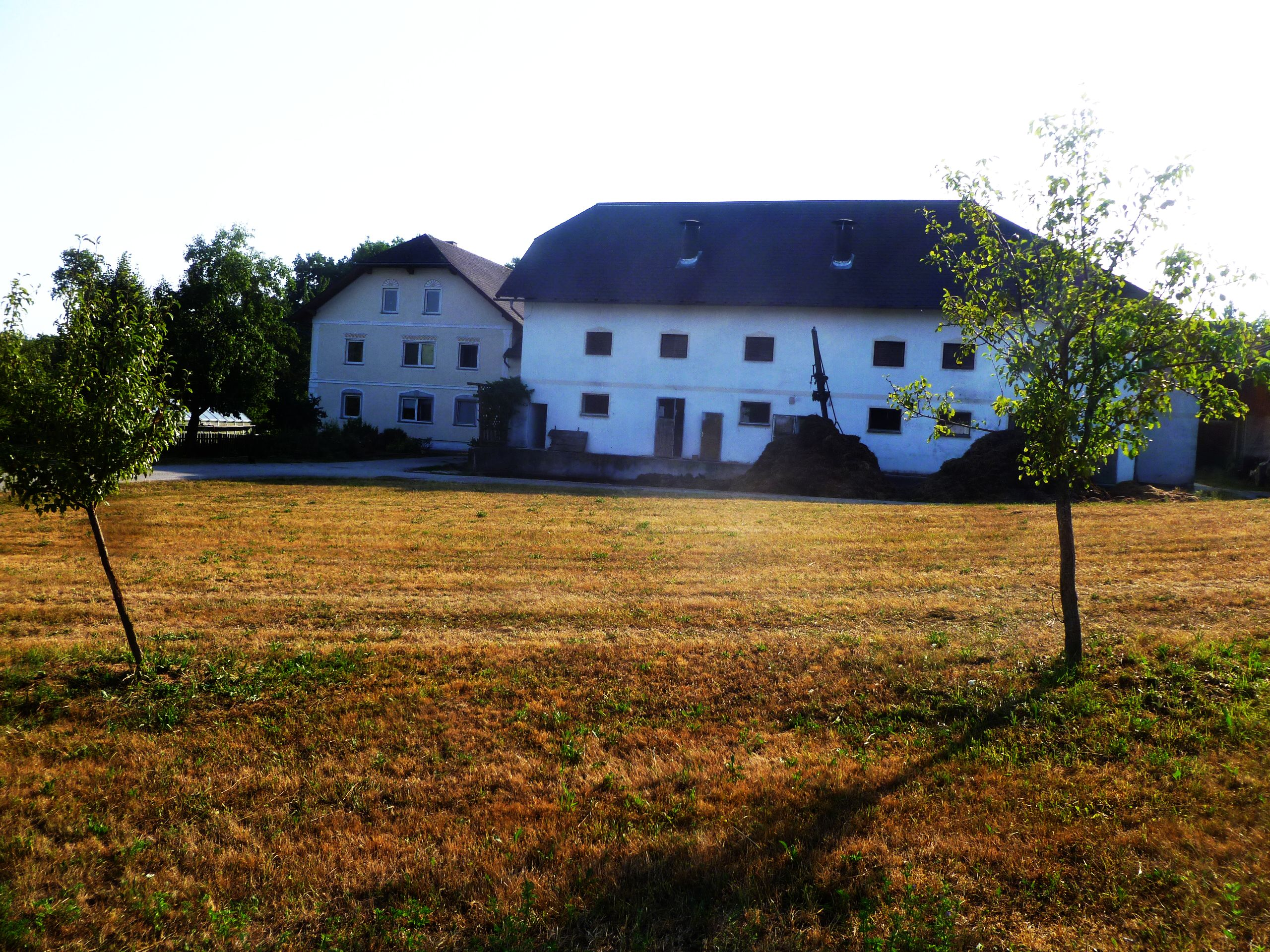
Bauernhof Mayer im Gugrel heute

## Burgstall Gugerell heute
Die Erdsubstruktion beim Anwesen „Mayer in Gugrel“ wurde mittlerweile weitgehend eingeebnet. Der jetzige Hof ist ein kompletter Neubau. Bei Bauarbeiten wurden westlich und südlich des Hofes unterirdische Gänge, die „spitzbogig“ gewesen sein sollen, angeschnitten.